# Chiesa della Resurrezione del Signore (San Donato di Lecce)
La chiesa della Resurrezione del Signore è la parrocchiale di San Donato di Lecce, in provincia di Lecce e arcidiocesi di Otranto; fa parte del vicariato di Calimera.

## Storia
Dalla relazione della visita pastorale del 1608 dell'arcivescovo di Otranto Lucio de Morra si apprende che l'antica cappella sandonatese versava in pessimo condizioni e che era insufficiente a soddisfare le esigenze dei parrocchiani.
Così, i fedeli organizzarono una raccolta fondi per finanziare la ricostruzione del luogo di culto, che effettivamente prese avvio due anni dopo, nel 1610; l'edificio venne portato a compimento presumibilmente nel 1704, data riportata in un'iscrizione posta sulla facciata.
All'inizio del Novecento la parrocchiale fu interessata da un ampliamento che riguardò l'area del presbiterio e dell'abside; nel biennio 1854-55 si procedette alla posa del nuovo pavimento e al rinnovamento dell'impianto elettrico.
Nel 1975 venne condotto l'intervento di adeguamento liturgico secondo le norme postconciliari, in occasione del quale si provvide ad aggiungere l'ambone e l'altare rivolto verso l'assemblea.

## Descrizione

### Esterno
La facciata a salienti della chiesa, che volge a nordovest, è suddivisa da una cornice marcapiano in due registri, entrambi scanditi da lesene d'ordine corinzio; quello inferiore presenta centralmente il portale d'ingresso, sormontato dalla statua di San Donato, e ai lati due nicchie ospitanti i simulacri ritraenti i Santi Pietro e Paolo, mentre quello superiore è caratterizzato da una finestra e coronato dal timpano triangolare spezzato.
Annesso alla parrocchiale è il campaniletto a vela, che presenta due monofore a tutto sesto entro le quali sono alloggiate le campane.

### Interno
L'interno dell'edificio, la cui pianta è a croce latina, si compone di un'unica navata, sulla quale si affacciano i bracci del transetto e le cappelle laterali, introdotte da archi a tutto sesto, e le cui pareti sono scandite da paraste con capitelli corinzi sorreggenti la trabeazione modanata e aggettante sopra la quale si impostano le volte a botte di copertura; al termine dell'aula si sviluppa il presbiterio, rialzato di alcuni gradini e chiuso dall'abside di forma semicircolare.
Qui sono conservate diverse opere di pregio, tra le quali le due tele raffiguranti la Madonna di Costantinopoli e San Donato, l'altare dei Santi Oronzo, Giusto e Fortunato, abbellito dalle le statue ritraenti i tre santi, il simulacro ligneo con soggetto il Cristo morto, e il maestoso Crocifisso collocato dietro l'altare maggiore. 